# Берлін (Массачусетс)
Берлін (англ. Berlin) — місто (англ. town) в США, в окрузі Вустер штату Массачусетс. Населення — 3158 осіб (2020).

## Демографія
Згідно з переписом 2010 року, у місті мешкало 2866 осіб у 1125 домогосподарствах у складі 811 родини. Було 1189 помешкань
Расовий склад населення:
| - 96,0 % — білих - 1,4 % — азіатів - 0,7 % — чорних або афроамериканців - 0,3 % — корінних американців |

До двох чи більше рас належало 1,3 %. Частка іспаномовних становила 1,5 % від усіх жителів.
За віковим діапазоном населення розподілялося таким чином: 21,2 % — особи молодші 18 років, 60,6 % — особи у віці 18—64 років, 18,2 % — особи у віці 65 років та старші. Медіана віку мешканця становила 46,1 року. На 100 осіб жіночої статі у місті припадало 97,9 чоловіків;  на 100 жінок у віці від 18 років та старших — 93,4 чоловіків також старших 18 років.
Середній дохід на одне домашнє господарство  становив 127 925 доларів США (медіана — 97 417), а середній дохід на одну сім'ю — 140 688 доларів (медіана — 105 714). Медіана доходів становила 79 853 долари для чоловіків та 56 042 долари для жінок. За межею бідності перебувало 2,9 % осіб, у тому числі 3,2 % дітей у віці до 18 років та 4,4 % осіб у віці 65 років та старших.
Цивільне працевлаштоване населення становило 1779 осіб. Основні галузі зайнятості: освіта, охорона здоров'я та соціальна допомога — 19,7 %, науковці, спеціалісти, менеджери — 14,8 %, виробництво — 14,5 %.